# Andrzej Jaszkiewicz
Andrzej Piotr Jaszkiewicz (ur. 8 lipca 1967) – polski inżynier informatyk, doktor habilitowany nauk technicznych. Specjalizuje się w badaniach operacyjnych, inżynierii oprogramowania oraz systemach wspomagania decyzji. Profesor nadzwyczajny w Instytucie Informatyki Wydziału Informatyki Politechniki Poznańskiej. W kadencji 2012-2016 prodziekan ds. nauki, zaś w kadencjach 2016-2020 i 2020-2024 – dziekan tego wydziału. Współzałożyciel serwisu jakdojade.pl.
Studia ukończył na Politechnice Poznańskiej w 1990, gdzie następnie został zatrudniony. Stopień doktorski uzyskał w 1995 na podstawie pracy pt. Wykorzystanie relacji przewyższania jako modelu preferencji w dialogowych metodach wielokryterialnego programowania matematycznego z graficznym interfejsem, przygotowanej pod kierunkiem prof. Romana Słowińskiego. Habilitował się w 2001 na podstawie dorobku naukowego i rozprawy pt. Multiple Objective Metaheuristic Algorithms for Combinatorial Optimization. 
Autor podręcznika Inżynieria oprogramowania (wyd. Helion 1997, ISBN 83-7197-007-2). Artykuły publikował w takich czasopismach jak m.in. „Journal of Multi‐Criteria Decision Analysis”, „European Journal of Operational Research”, „Fuzzy Sets and Systems” oraz „Evolutionary Computation, IEEE Transactions”.